# Vèbre (Roubion)
Pour les articles homonymes, voir Vèbre.
La Vèbre est une rivière française du département de la Drôme, affluent droit du Roubion, donc sous-affluent du Rhône. 

## Géographie
La longueur de son cours d'eau est 14,1 km.
Elle prend sa source dans la Forêt de Saou, 1 473 m d'altitude, juste en dessous du Signal (1 559 m).
Il coule globalement de l'est vers l'ouest. Il conflue en rive droite du Roubion, sur la commune de Francillon-sur-Roubion, à 292 m d'altitude, au lieu-dit la Plaine des Geays.

## Communes traversées
Dans le seul département de la Drôme, la Vèbre traverse deux communes et un seul canton : 
- dans le sens amont vers aval : Saou (source) et Francillon-sur-Roubion (confluence).

Soit en termes de cantons, la Vèbre prend source et conflue dans le même canton de Crest-Sud dans l'arrondissement de Die.

## Affluent
La Vébre n' a pas d'affluent référencé. Son rang de Strahler est donc de un.